# Chip Ganassi Racing
Chip Ganassi Racing is een Amerikaans raceteam dat onder andere deelneemt aan de IndyCar Series en NASCAR Cup Series. Het werd in 1989 opgericht door de Cubaanse miljonair Felix Sabates. Het team had de naam Sabco Racing. Voormalig coureur Chip Ganassi kocht in 2001 tachtig procent van de aandelen.

## Champ Car
Het team neemt vanaf 1990 deel aan de Champ Car series. De eerste rijder voor het team was Eddie Cheever, die van 1990 tot 1992 drie jaar voor het team reed. Nederlander Arie Luyendyk reed in 1992 de Indianapolis 500 voor het team en reed in 1993 een volledige kalender. Dat jaar werd hij tweede op Indianapolis na winnaar Emerson Fittipaldi. De beste jaren voor het team in het Champ Car kampioenschap begonnen vanaf 1996. Het kampioenschap werd vier jaar op rij gewonnen, met twee titels voor de Italiaan Alex Zanardi in 1997 en 1998. Ganassi coureur Jimmy Vasser werd de laatste Amerikaan die het Champ Car kampioenschap won. 2002 werd het laatste seizoen in de Champ Car series voor het team. Bruno Junqueira eindigde op de tweede plaats in het kampioenschap dat jaar.
Kampioenschapstitels
- 1996  Jimmy Vasser
- 1997  Alex Zanardi
- 1998  Alex Zanardi
- 1999  Juan Pablo Montoya

## IndyCar Series
Het team had in 2000 en 2001 de race op Indianapolis gereden en reed in 2002 een volledig seizoen in de IndyCar Series met coureur Jeff Ward, maar bleef dat jaar ook nog in de Champ Car rijden. In 2003 werd het Champ Car kampioenschap opgegeven. Dat jaar werden er twee nieuwe coureurs in dienst genomen, de Zuid-Afrikaan Tomas Scheckter en de Nieuw-Zeelander Scott Dixon. Deze laatste won meteen het kampioenschap dat jaar. Hij won het voor de tweede keer in 2008 en een derde keer in 2013. Dario Franchitti won de IndyCar Series in 2009, 2010 en 2011 voor het team nadat hij al een titel won in 2007 voor Andretti Green Racing.

### Kampioenschapstitels
| Jaar | Coureur          |
| ---- | ---------------- |
| 2003 | Scott Dixon      |
| 2008 | Scott Dixon      |
| 2009 | Dario Franchitti |
| 2010 | Dario Franchitti |
| 2011 | Dario Franchitti |
| 2013 | Scott Dixon      |
| 2015 | Scott Dixon      |
| 2018 | Scott Dixon      |
| 2020 | Scott Dixon      |
| 2021 | Álex Palou       |
| 2023 | Álex Palou       |
| 2024 | Álex Palou       |

## Indianapolis 500
Vijf keer reed een Chip Ganassi racewagen als overwinnaar over de finish tijdens de race op Indianapolis. In 2000 won Juan Pablo Montoya, die de rest van dat jaar het Champ Car kampioenschap reed. In 2008 vertrok Scott Dixon van op de polepostion en won de race. Hij won later dat jaar ook het kampioenschap. Dario Franchitti won de race in 2010 en 2012 voor het team nadat hij de race eerder had gewonnen in 2007 voor Andretti Green Racing.
Indy 500 winnaars
- 2000  Juan Pablo Montoya
- 2008  Scott Dixon
- 2010  Dario Franchitti
- 2012  Dario Franchitti
- 2022  Marcus Ericsson
- 2025 Alex Palou

## Andere raceklasses
Chip Ganassi Racing zet ook wagens in in andere raceklasses, onder meer in de verschillende NASCAR en Grand-Am kampioenschappen. Het team won de 24 uur van Daytona in 2006, 2007 en 2008 en werd daarmee het eerste team dat deze race drie keer op rij won. In 2009 eindigde het team op een tweede plaats in deze race.
Coureurs:
 Anthony Alfredo - Aric Almirola - Christopher Bell - Josh Bilicki - Ryan Blaney - Alex Bowman - Chase Briscoe - Chris Buescher - Kurt Busch - Kyle Busch - William Byron - Ross Chastain - Derrike Cope - Cole Custer - James Davison - Matt DiBenedetto - Austin Dillon - Chase Elliott - Justin Haley - Denny Hamlin - Kevin Harvick - Quin Houff - Erik Jones - Brad Keselowski - Corey LaJoie - Kyle Larson - Joey Logano - Michael McDowell - B. J. McLeod - Ryan Newman - Tyler Reddick - Garrett Smithley - Ricky Stenhouse jr. - Daniel Suárez - Martin Truex jr. - Bubba Wallace - Cody Ware - J.J. Yeley

Teams:
 23XI Racing - Chip Ganassi Racing - Front Row Motorsports - Hendrick Motorsports - Joe Gibbs Racing - JTG Daugherty Racing - Live Fast Motorsports - Petty Ware Racing - Richard Childress Racing - Richard Petty Motorsports - Rick Ware Racing - Roush Fenway Racing - Spire Motorsports - StarCom Racing - Stewart Haas Racing - Team Penske - Trackhouse Racing Team - Wood Brothers Racing